# Gabriele Raccagni
Gabriele Raccagni, né le 5 février 2003 à Collebeato, est un coureur cycliste italien. Il est membre de l'équipe Polti-Kometa U23.

## Biographie
Gabriele Raccagni est né en février 2003 à Collebeato, d'un père architecte et d'une mère secrétaire. Il a aussi trois sœurs. Rapidement, il s'intéresse au vélo par l'intermédiaire de ses deux grands-pères, eux-mêmes anciens coureurs cyclistes au niveau amateur. Il prend sa première licence à l'âge de sept ou huit ans,. Sa carrière sportive débute au sein du club Aspiratori Otelli, basé à Sarezzo. 
En 2019, il s'impose à trois reprises sur des courses italiennes. Deux ans plus tard, il obtient une victoire et une quinzaine de podiums chez les juniors. Il intègre ensuite la réserve de la formation Eolo-Kometa. Plutôt rapide au sprint, il termine septième de La Popolarissima en 2022. Il se classe également deuxième d'une étape du Tour de Valence en 2023, derrière son coéquipier Haimar Etxeberria. 
Lors de la saison 2024, il finit deuxième du Trophée Guerrita et cinquième du Circuito Guadiana, dans le calendrier de la Coupe d'Espagne amateurs. Au mois d'août, la structure Polti-Kometa annonce qu'il a signé un premier contrat professionnel de deux ans. Il effectue d'abord un stage dans l'équipe première, avant d'en intégrer l'effectif en 2025.

## Palmarès et résultats

### Palmarès par année
- 2021
  - Trofeo Polisportiva Camignone
  - 2e de la Novara Suno
  - 2e du Piccola San Geo
  - 2e du Trofeo Prati Stabili
  - 3e du Trofeo Caduti e Dispersi Comune di Passirano
  - 3e du Trofeo Sagra di San Lorenzo
  - 3e du Trofeo Rinaldo Sgotti e Scalvini Vincenzo
- 2024
  - 2e du Trophée Guerrita

### Classements mondiaux
| Année                                 | 2022  |
| ------------------------------------- | ----- |
| UCI Europe Tour                       | 1436e |
|                                       |       |
| Légende : nc = non classéSource : UCI |       |